# Animal I Have Become
«Animal I Have Become» — сингл группы Three Days Grace, первый сингл из альбома One-X. Песня семь недель находилась на первом месте в Mainstream Rock Tracks и две недели на первом месте в Alternative Songs, а также достигла 60-го места в Billboard Hot 100. Это первый сингл с четвёртым участником группы Барри Стоком.

## Исполнители
- Адам Гонтье — вокал
- Барри Сток — гитара
- Брэд Уолст — бас-гитара
- Нил Сандерсон — барабаны, бэк-вокал

## Клип
Режиссёр клипа выступил Дин Карр. В качестве главного героя выступает певец Адам Гонтье. Видео начинается с того, что Гонтье спит в своей разорванной спальне. Поверх него - чудовищное существо, с которым он пытается сражаться. Затем он встает, одевается и начинает ходить по улицам в центре Онтарио. Он начинает смотреть в зеркала и другие отражающие объекты, снова видя себя чудовищным существом со смертельными глазами и зияющей дырой с угрожающими зубами во рту, дважды прогуливаясь по разным местам, включая улицу, где он проталкивает всех перед собой. ему. Он заканчивается тем, что он встретил женщину в баре, и обнаружил, что она похожа на монстра. Затем он пугается и кричит, продолжая опрокидывать стол и бросать стул в окно. Гонтье узнает, что это был сон, но его спальня видна в руинах, когда он с удивлением оглядывается вокруг. Во время видео клипы группы играют.

## Чарты
| Чарт (2006)                               | Место |
| ----------------------------------------- | ----- |
| U.S. Billboard Hot 100                    | 60    |
| U.S. Billboard Alternative Songs          | 1     |
| U.S. Billboard Hot Mainstream Rock Tracks | 1     |
| Canada (Canadian Rock Songs)              | 3     |

## Продажи
| Регион | Сертификация  | Продажи   |
| --- | ------------- | --------- |
| Канада (Music Canada) | 2× Платиновый | 160 000   |
| США (RIAA) | 2× Платиновый | 2 000 000 |
| ^ Данные о тиражах приведены только на основе сертификации. · Данные о продажах + прослушиваниях приведены только на основе сертификации. |               |           |